# Freddy Taylor
Freddy Taylor, auch Freddie Taylor, war ein US-amerikanischer Jazz-Sänger, Trompeter, Tänzer und Bandleader des Swing.

## Leben und Wirken
Taylor begann seine Karriere als Tänzer im Umfeld des New Yorker Cotton Clubs in den 1930er Jahren. Mit Lucky Millinders Orchester kam er 1933 nach Europa, wo er fortan mit eigenen Formationen arbeitete. Auf der Trompete bekam er Unterricht von Bill Coleman. In seinem Quintett spielten auch Charlie Johnson, Chester Lanier, Fletcher Allen und der Gitarrist Oscar Alemán. In Erinnerung bleibt Taylor vor allem durch seine Aufnahmesessions mit Django Reinhardt, bei denen er im Mai und Oktober 1936 die Jazz-Standards I’se Muggin’, I Can’t Give You Anything but Love, Georgia on My Mind und Nagasaki sang.
Im Jahr zuvor entstanden Aufnahmen für das Label Oriole (Blue Drag; Viper’s Dream) mit seiner Band, Freddy Taylor & His Swing Men from Harlem. In Paris übernahm er später die Leitung eines Clubs am Montmartre; mit seiner eigenen Gruppe trat er auch in Rotterdam auf. 1937 leitete er ein Orchester im Coliseum, zu dem Louis Vola, Freddy Johnson und Noël Chiboust gehörten: In den 1940er Jahren kehrte Taylor in die Vereinigten Staaten zurück und trat noch bis Ende der 1960er Jahre auf.

## Diskographische Hinweise
- Django Reinhardt: Americans in Paris (Naxos, 1935–1937)
- Django Reinhardt: Swing Guitars (Naxos, 1936–1937)
- Django Reinhardt: With Vocals (Naxos, 1933–1941)